# Jean Southern
Jean Southern (South Shields, 14 gennaio 1927) è un'attrice britannica apparsa per lo più in ruoli televisivi. Nel 2001, tuttavia, è apparsa in un ruolo minore nel primo capitolo della saga di Harry Potter, Harry Potter e la pietra filosofale, interpretando la strega che spinge il carrello del cibo sul treno Espresso per Hogwarts.

## Filmografia

### Cinema
- Harry Potter e la pietra filosofale (Harry Potter and the Philosopher's Stone), regia di Chris Columbus (2001)
- Ballerinas Lullaby, regia di Craig Rutherford - cortometraggio (2009)
- Darlo Til I Die, regia di Dan Perry - cortometraggio (2011)

### Televisione
- The Machine Gunners – serie TV, episodio 1x01 (1983)
- Supernonna (Super Gran) – serie TV, episodio 2x09 (1987)
- The Fifteen Streets, regia di David Wheatley – film TV (1989)
- The Black Velvet Gown, regia di Norman Stone – film TV (1991)
- Kappatoo – serie TV, episodio 2x04 (1992)
- Cardiac Arrest – serie TV, episodio 1x02 (1994)
- Finney – serie TV, episodio 1x01 (1994)
- The Glass Virgin – miniserie TV, 1 puntata (1995)
- The Famous Five – serie TV, episodio 1x13 (1995)
- Our Friends in the North – serie TV, episodio 1x06 (1996)
- Byker Grove – serie TV, episodio 9x18 (1997)
- Vera – serie TV, episodio 6x03 (2016)